# Мисс мира 1971
Мисс мира 1971 (англ. Miss World 1971) — 21-й ежегодный конкурс красоты, проходивший 10 ноября 1971 года в Альберт-холле, Лондон, Великобритания. В конкурсе участвовали 56 девушек. Победила Лусия Петтерле, представлявшая Бразилию.

## Результаты
| Награда        | Участницы |
| Мисс мира 1971 | - Бразилия — Лусия Петтерле |
| 1-я вице-мисс  | - Великобритания — Мэрилин Энн Уорд |
| 2-я вице-мисс  | - Португалия — Ана Паула де Алмейда |
| 3-я вице-мисс  | - Гайана — Налини Мунсар |
| 4-я вице-мисс  | - Ямайка — Ава Джой Гилл |
| 5-я вице-мисс  | - США — Брюсин Смит |
| 6-я вице-мисс  | - Франция — Мириам Стокко |

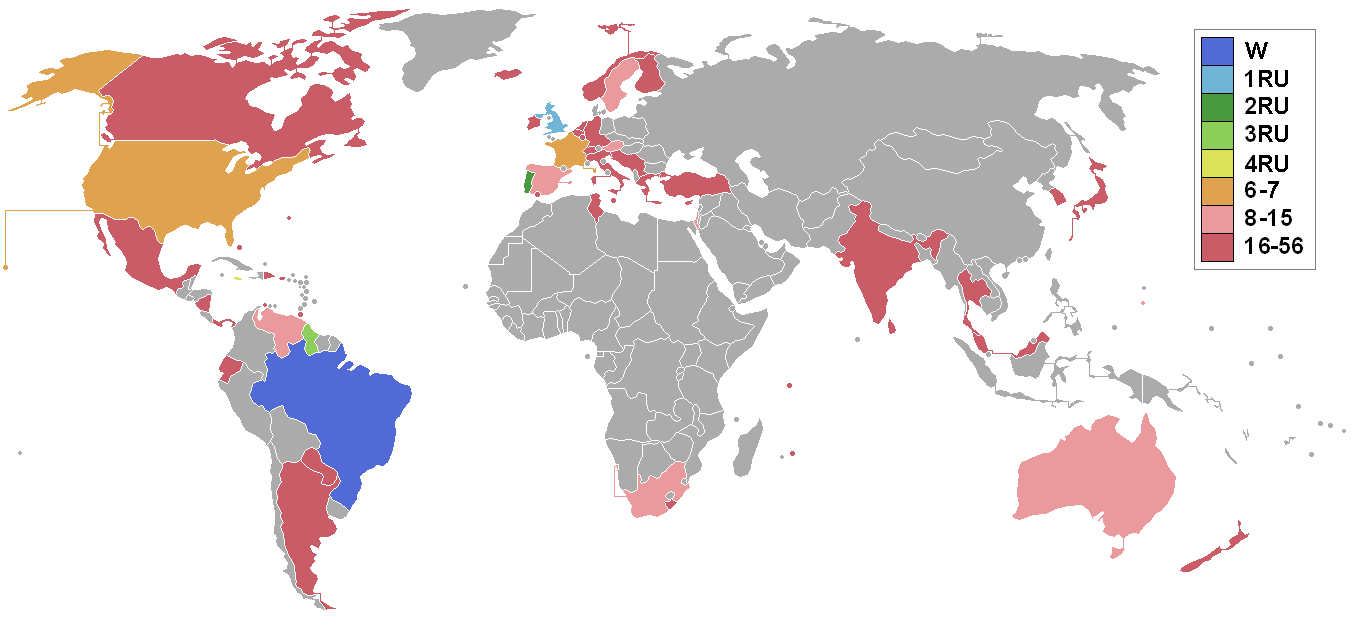
Страны-участницы конкурса «Мисс мира» 1971 года

| Полуфиналистки | - Австралия — Валери Робертс - Австрия — Вальтрауд Лукас - Гуам — Дебора Бордальо Нельсон - Израиль — Мири Бен-Давид - ЮАР — Моника Фэйролл - Испания — Мария Гарсия - Швеция — Симонетта Коль - Венесуэла — Ана Мария Падрон |

### Специальные награды
| Награда                    | Участница                      |
| Лучший национальный костюм | - Филиппины — Онелия Исон Жозе |

## Участницы
| - ЮАР — Гейли Райан (Gaily Ryan) - Аргентина — Алисия Беатрис Данери (Alicia Beatriz Daneri) - Нидерландские Антильские острова — Мария Элизабет Бруин (Maria Elizabeth Bruin) - Австралия — Валери Робертс (Valerie Roberts) - Австрия — Вальтрауд Лукас (Waltraud Lucas) - Багамские Острова — Фрэнсис Кларксон (Frances Clarkson) - Бельгия — Мартин Де Херт (Martine De Hert) - Бермуды — Рене Фёрберт (Rene Furbert) - Бразилия — Лусия Петтерле (Lúcia Petterle) - Канада — Лана Друйяр (Lana Drouillard) - Цейлон — Гейл Абаясингх (Gail Abayasinghe) - Кипр — Кирьяки Курсумба (Kyriaki Koursoumba) - Доминиканская Республика — Айде Курет (Haydée Kuret) - Эквадор — Мария Сесилия Гомес (María Cecilia Gómez) - Финляндия — Мирья Хальме (Mirja Halme) - Франция — Мириам Стокко (Myriam Stocco) - Германия — Ирене Нойманн (Irene Neumann) - Гибралтар — Лизетт Чиполина (Lisette Chipolina) - Греция — Мария Мальтезу (Maria Maltezou) - Гуам — Дебора Бордальо Нельсон (Deborah Bordallo Nelson) - Гайана — Налини Мунсар (Nalini Moonsar) - Нидерланды — Моника Стротманн (Monica Strotmann) - Исландия — Фанни Бьярнадоттир (Fanney Bjarnadóttir) - Индия — Према Нараян (Prema Narayan) - Ирландия — Джун Гловер (June Glover) - Израиль — Мири Бен-Давид (Miri Ben-David) - Италия — Мария Пинноне (Maria Pinnone) - Ямайка — Ава Джой Гилл (Ava Joy Gill) | - Япония — Эмико Икеда (Emiko Ikeda) - Республика Корея — Ли Ёнг-эн (Lee Young-eun) - Люксембург — Мариэтт Веркс (Mariette Werckx) - Малайзия — Дафни Манро (Daphne Munro) - Мальта — Дорис Абдилла (Doris Abdilla) - Маврикий — Мари-Анн Нг Сик Квон (Marie-Anne Ng Sik Kwong) - Мексика — Лусия Арельяно (Lucía Arellano) - Новая Зеландия — Линда Ричи (Linda Ritchie) - Никарагуа — Сорая Эррера (Soraya Herrera Chávez) - Норвегия — Кате Сторвик (Kate Storvik) - Панама — Мария де Лурдес Ривера (Maria de Lourdes Rivera) - Парагвай — Роса Мария Дуарте (Rosa Maria Duarte Melgarejo) - Филиппины — Онелия Исон Жозе (Onelia Ison Jose) - Португалия — Ана Паула де Алмейда (Ana Paula De Almeida) - Пуэрто-Рико — Ракель Кинтана (Raquel Quintana) - Сейшельские Острова — Надия Морель дю Буаль (Nadia Morel du Boil) - ЮАР — Моника Фэйролл (Monica Fairall) - Испания — Мария Гарсия (María Margarita García) - Швеция — Симонетта Коль (Simonetta Kohl) - Швейцария — Патрис Соллнер (Patrice Sollner) - Таиланд — Буйонг Тонгбун (Boonyong Thongboon) - Тринидад и Тобаго — Мария Джордан (Maria Jordan) - Тунис — Суад Кенеари (Souad Keneari) - Турция — Нил Менемеджиоглу (Nil Menemencioglu) - Великобритания — Мэрилин Энн Уорд (Marilyn Ann Ward) - США — Брюсин Смит (Brucene Smith) - Венесуэла — Ана Мария Падрон (Ana Maria Padron Ibarrondo) - Югославия — Злата Петкович (Zlata Petković) |

## Заметки

### Дебют
- Бермуды и Гуам впервые приняли участие в конкурсе.

### Вернулись
- Аруба и Тринидад и Тобаго последний раз участвовали в 1966 году.
- Панама последний раз участвовала в 1967 году.
- Парагвай последний раз участвовал в 1969 году.

### Другие заметки
- 9 участниц носили имя Мария. А именно, Мисс Аруба (Мария Элизабет Бруин), Мисс Эквадор (Мария Сесилия Гомес), Мисс Греция (Мария Малтецу), Мисс Италия (Мария Пинноне), Мисс Панама (Мария де Лурдес Ривера), Мисс Парагвай (Роса Мария Дуарте), Мисс Испания (Мария Гарсия), Мисс Тринидад и Тобаго (Мария Йорлан) и Мисс Венесуэла (Ана Мария Падрон).

## Примечание
1. ↑  The Telegraph. Дата обращения: 27 января 2016. Архивировано 7 марта 2016 года.